# Сидоренко, Николай Яковлевич
Николай Яковлевич Сидоренко (род. 24 мая 1947, посёлок Яровая) — советник Президента Украины (июнь 2006 — ноябрь 2008); член Центрального провода УНП (с февраля 2005), председатель Донецкой областной организации[какой?] (с июля 2005). Академик Академии предпринимательства и менеджмента. Президент Федерации волейбола Украины (ноябрь 1995 — июнь 2004)

## Образование
Полтавский сельскохозяйственный институт (1971), ученый-зоотехник. Высшая партийная школа при ЦК КПУ (1983).

## Трудовая деятельность
- Август 1965 — июнь 1966 — слесарь завода «Строймаш», город Славянск.
- Сентябрь 1966 — январь 1971 — студент Полтавского сельскохозяйственного института.
- Февраль — май 1971 — младший научный сотрудник Донецкой областной государственной сельскохозяйственной опытной станции, село Пески.
- Май 1971 — июнь 1972 — служба в армии.
- Июнь 1972 — ноябрь 1973 — младший научный сотрудник Донецкой областной государственной сельскохозяйственной опытной станции, село Пески.
- Ноябрь 1973 — март 1976 — первый секретарь Ясиноватского райкома ЛКСМУ.
- Март 1976 — сентябрь 1978 — председатель правления колхоза «Красный хлебороб», колхоз «Октябрьский» Ясиноватского района Донецкой области.
- Сентябрь 1978 — апрель 1981 — второй секретарь Ясиноватского горкома КПУ.
- Апрель 1981 — март 1986 — председатель исполкома Ясиноватского райсовета народных депутатов.
- Март 1986 — ноябрь 1988 — заместитель, первый заместитель председателя Донецкого облагропрома.
- Ноябрь 1988 — апрель 1990 — первый заместитель председателя исполкома Донецкого облсовета народных депутатов.
- Апрель — август 1990 — председатель Совета агропромышленных формирований Донецкой области.
- Август 1990 — август 1991 — председатель Государственного агропромышленного комитета УССР.
- Август 1991 — апрель 1995 — председатель Государственного комитета Украины по содействию малым предприятиям и предпринимательству.
- Работал президентом ЗАО «Украинская энергетическая компания».
- 18 августа 2005 — 18 апреля 2007 — председатель Государственного комитета Украины из земельных ресурсов[1].
- Май 2007 — февраль 2008 — исполнительный директор ООО «Амотерасу», город Киев.

Бывший президент Украинского национального фонда поддержки предпринимательства и развития конкуренции.

## Депутатская деятельность
- 1973—1986 — депутат Ясиноватского райсовета народных депутатов.
- 1981—1991 — депутат Донецкого облсовета народных депутатов.

Народный депутат Украины 1 созыва с марта 1990 (2-й тур) до октября 1990, Новоазовский избирательном округ № 151, Донецкая область. Председатель Комиссии по вопросам АПК.
Народный депутат Украины 4-го созыва с марта до сентября 2005 от блока Виктора Ющенко «Наша Украина», № 82 в списке. На время выборов: Министерство экономики и по вопросам европейской интеграции Украины (председатель Госкомпредпринимательства в отставке), беспартийный. Член фракции УНП (с марта 2005), член Комитета по вопросам аграрной политики и земельных отношений. Сложил депутатские полномочия 8 сентября 2005.

## Увлечения и хобби
Увлечения: волейбол, охота.
22 ноября 1995 года на II отчётно-выборной Конференции Федерации волейбола Украины, проходившей в Киеве, был избран на пост Президента ФВУ. I Конгресс ФВУ, проходивший 14-15 февраля 1997 года в Ровно, подтвердил полномочия Сидоренко Н.Я. на посту Президента ФВУ. Был переизбран на новый срок в 2000 году.

## Награды и государственные ранги
- Медаль «За трудовое отличие» (1976), орден Трудового Красного Знамени (1983).
- Государственный служащий 1-го ранга (с апреля 1994)[2].